# Jacinda Barrett
Jacinda Barrett, född 2 augusti 1972 i Brisbane, Queensland, är en australiensisk fotomodell och senare också skådespelare.